# 삼부토건
삼부토건(三扶土建, Sambu Engineering & Construction Co., Ltd.)은 대한민국의 건설 회사이다. 삼부토건은 삼부르네상스라는 주거 브랜드를 소유하고 있으며, 1948년 창업주 조정구에 의해 설립되었다. 

## 개요
대한민국의 건설회사로, 도로 등 토목공사가 주력이다. 사명의 유래는 창업주 3형제의 고향이 충청남도 부여군인 데서 비롯된다.

## 역사
1948년 조정구-창구-경구 3형제가 서울 주교동에 '삼부토건사'를 개업한 게 시초이다. 1955년 주식회사로 법인전환 후 1959년에 현 사명으로 개칭했고, 1965년 건설부로부터 토목공사면허 1호를 땄다. 뒤이어 동년 도로포장공사업을 따고 경부고속도로나 서울지하철 1호선, 영남화력발전소 등 굵직굵직한 사회간접자본 공사를 도맡아 사세를 드높였다.
1970년 삼부산업을 합병한 뒤 1972년 삼부콘크리트공업을 세우고 1973년 말레이시아 쿠알라룸푸르에 첫 해외지사를 세웠다. 1974년 여의도개발공사를 합병한 뒤 1976년 해외건설업 면허를 따고 한국증권거래소에 상장했으며, 1977년 국제관광공사와 합작해 경주보문호텔을 세웠다. 1980년 한국종합조경공사를 인수하고 한국석산개발을 세우는가 하면, 1981년 삼부기술용역을 세우고 이듬해 한국석산개발을 합병했고, 1986년에 남우관광을 세워 사세를 점차 확장해나갔다. 다른 한편 1983년 조정구 회장 장남 조남욱이 사장이 되면서 2세 경영체제가 수립됐다.
1989년 미국 캘리포니아 주에 첫 현지법인을 세우고 1993년 조정구 회장 사망으로 조남욱 사장이 가업을 이어 한동안 내실을 다져왔으며, 2002년에는 아파트 브랜드 '르네상스'를 런칭했다. 그러나 2011년 동양건설산업과 서울 서초구 헌인마을을 재개발하려다 프로젝트파이낸싱 대출 부실화로 위기를 맞았다. 이에 본사는 금융기관들과 자율협약을 맺어 르네상스 서울호텔을 담보로 7,500억 원을 지원받았으나, 구조조정 실패로 2015년부터 회생절차를 거쳐 2017년 DST컨소시엄에 매각됐다.
디와이디가 260억원의 주식 인수 대금을 지급하고 삼부토건 주식 650만주 인수를 완료하여 총 1750만주(지분율 8.85%)를 보유한 삼부토건의 최대주주가 되었다
2025년 4월 한국거래소가 감사의견 거절 사유로 삼부토건 주식의 매매를 정지했다.

## 브랜드
- 삼부르네상스